# ولادیمیر لوکسوریا
ولادیمیر لوکسوریا (به انگلیسی: Vladimir Luxuria) (زاده ۲۴ ژوئن ۱۹۶۵) بازیگر، نویسنده، سیاست‌مدار، مجری تلویزیون ایتالیایی است او عضو حزب کمونیست می‌باشد. او در سال ۲۰۰۶ به عنوان عضو پارلمان ایتالیا انتخاب شد.
او یک زن ترنس است.